# بئر الرقد (الشحر)
'

تعديل مصدري - تعديل

بئر الرقد هي إحدى قرى عزلة الشحر بمديرية الشحر التابعة لمحافظة حضرموت، بلغ تعداد سكانها 73 نسمة حسب تعداد اليمن لعام 2004.